# トニー・トラバート
トニー・トラバート（Tony Trabert, 1930年8月16日 - 2021年2月3日）は、アメリカ・オハイオ州シンシナティ出身の男子テニス選手。フルネームは Marion Anthony Trabert （マリオン・アントニー・トラバート）という。グランドスラム優勝5回。1955年にグランドスラム3冠を達成。1955年-56年と全仏2連覇。1950年代のトップ選手として活躍した。1970年に国際テニス殿堂入り。

## 来歴
トラバートは故郷のシンシナティ大学で、テニスのみならずバスケットボールでも優れた選手として知られていた。地元開催の全米選手権には、1948年から出場記録が残っている。1950年、トラバートは全仏選手権に初遠征し、同じアメリカのビル・タルバートと組んで男子ダブルス初優勝を飾った。相手ペアはヤロスラフ・ドロブニー（チェコスロバキア出身）＆エリック・スタージェス（南アフリカ）組であった。続くウィンブルドン選手権で、トラバートは男子ダブルスでバッジ・パティーとペアを組み、準々決勝でタルバート＆ケン・マグレガー組と 6-4, 31-29, 7-9, 6-2 の長時間試合を戦った。第2セットに60ゲーム、総計94ゲームを要したこの試合には勝ったが、トラバート＆パティー組は次の準決勝で敗退した。翌1951年から、トラバートは男子テニス国別対抗戦・デビスカップのアメリカ代表選手になる。彼のデ杯初登場は「アメリカン・ゾーン」1回戦の対日本戦であった。 トラバートは第3試合のダブルス戦と第4試合のシングルス戦に出場し、アメリカは終戦後デ杯に復帰したばかりの日本を5戦全勝で圧倒した。アメリカ・チームはフランク・シールズ監督のもとに、トラバート、ビル・タルバート（第3試合のダブルス・パートナー）、ディック・サビット、ハーバート・フラムが出場し、日本は熊谷一弥監督のもとで中野文照、隈丸次郎、藤倉五郎の3名が出場した。デ杯代表入りした年は、全米選手権でフランク・セッジマン（オーストラリア）との準々決勝に進出している。
この後、トラバートはアメリカ海軍に勤務し、その期間はテニス経歴が中断した。海軍の仕事を終えた後、1953年の全米選手権で4大大会男子シングルス初優勝を果たす。1954年は全仏選手権で男子シングルス・男子ダブルスの単複2冠を獲得し、全米選手権の男子ダブルスで初優勝した。そして、彼のテニス経歴のハイライトとなった1955年のシーズンが始まる。年頭の全豪選手権で、トラバートはシングルス準決勝でケン・ローズウォールに 6-8, 3-6, 3-6 で敗れ、ここでつまずいた。全仏選手権では2年連続の単複2冠を獲得し、男子シングルス決勝ではスウェーデンのスベン・デビッドソンを 2-6, 6-1, 6-4, 6-2 で退けた。1954年全米選手権から1955年全仏選手権まで、トラバートはビック・セイシャスとのペアで4大大会男子ダブルス3連勝を達成した。（トラバートの全仏2連覇から34年間、1989年全仏オープンでマイケル・チャンが優勝するまで、同大会にアメリカ人の男子シングルス優勝者は現れなかった。）続くウィンブルドン選手権で、トラバートは準々決勝で前年優勝者のヤロスラフ・ドロブニー、準決勝でアメリカの同僚選手バッジ・パティーを破り、初めての決勝戦に進出した。トラバートは決勝でデンマークのクルト・ニールセンに 6-3, 7-5, 6-1 で快勝し、デンマーク人選手として初のウィンブルドン優勝を狙ったニールセンを粉砕した。4大大会年間最終戦の全米選手権決勝では、トラバートはケン・ローズウォールを 9-7, 6-3, 6-3 で破り、2年ぶり2度目の優勝を飾った。こうしてトニー・トラバートは、1955年度の4大大会男子シングルス年間3冠獲得を成し遂げた。この1年間を通じて、トラバートはシングルスで年間18大会優勝、シングルス通算成績「106勝7敗」（36連勝を含む）、ダブルス年間12勝などの成績を挙げた。過去の男子テニスにおける4大大会年間3冠は、1938年のドン・バッジによる「年間グランドスラム」を除き、1933年のジャック・クロフォードと1934年のフレッド・ペリーがいた。
目覚ましい成績を挙げた1955年シーズンを終えた後、トラバートは1956年に「プロテニス選手」に転向した。プロテニスツアーでの成績は、トラバートは「全仏プロテニス選手権」（French Pro）で1956年と1959年の2度優勝し、「全米プロテニス選手権」（US Pro）で1960年に準優勝がある。1970年に国際テニス殿堂入り。選手引退後はテニスのティーチング・プロになり、テレビ解説者としても活動してきた。1976年から1980年まで、トラバートは5年間デビスカップアメリカ合衆国代表の監督を務め、1978年と1979年にチームを優勝に導いた。
2021年2月3日に死去した。90歳没。

## 4大大会優勝
- 全豪選手権　男子ダブルス：1勝（1955年）
- 全仏選手権　男子シングルス：2勝（1954年＆1955年）／男子ダブルス：3勝（1950年・1954年・1955年）
- ウィンブルドン選手権　男子シングルス：1勝（1955年）
- 全米選手権　男子シングルス：2勝（1953年・1955年）／男子ダブルス：1勝（1954年）

| 年     | 大会                 | 対戦相手             | 試合結果           |
| ------ | -------------------- | -------------------- | ------------------ |
| 1953年 | 全米選手権           | ビック・セイシャス   | 6-3, 6-2, 6-3      |
| 1954年 | 全仏選手権           | アーサー・ラーセン   | 6-4, 7-5, 6-1      |
| 1955年 | 全仏選手権           | スベン・デビッドソン | 2-6, 6-1, 6-4, 6-2 |
| 1955年 | ウィンブルドン選手権 | クルト・ニールセン   | 6-3, 7-5, 6-1      |
| 1955年 | 全米選手権           | ケン・ローズウォール | 9-7, 6-3, 6-3      |